# 惠蘭斯山
惠蘭斯山（英語：Mount Whillans）是南極洲的山峰，位於伊利沙伯女皇地，處於斯特羅斯切尼山西南面7公里，屬於彭薩科拉山脈中帕圖克森特山脈的一部分，海拔高度870米，美國地質調查局根據測量和美國海軍拍攝的空中照片繪入地圖，現時由南極條約體系管理。